# El taxista ful
El taxista ful és el segon llargmetratge del director català Jo Sol. La pel·lícula és un fals documental rodat l'any 2005 que convida a reflexionar sobre la precarietat del món globalitzat i mostra l'activitat política dels moviments socials. El taxista ful obtingué una menció especial en la 53è Festival Internacional de Cinema de Sant Sebastià.

## Argument
Pepe Rovira desenvolupa la seva rutina de conductor de taxi pels carrers de Barcelona. La seva vida seria igual a la de qualsevol taxista de 52 anys si no fos perquè els taxis que condueix són robats. Pepe roba per a poder treballar. Al llarg de la pel·lícula s'explica com es pot arribar a una situació tan absurda, si cal ser boig o només cal ser un treballador sense feina que el sistema ha abocat sense remei a aital paradoxa.

## Premis
- Esment especial del jurat al Festival Internacional de Cinema de Sant Sebastià 2005,[4][5]
- Premi Jules Verne a la millor pel·lícula al Festival de Nantes.[6]